# Barri Llatí de París

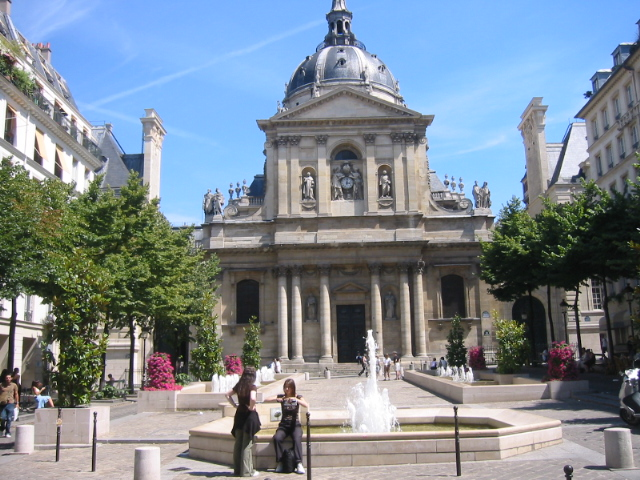
Plaça de la Sorbona.

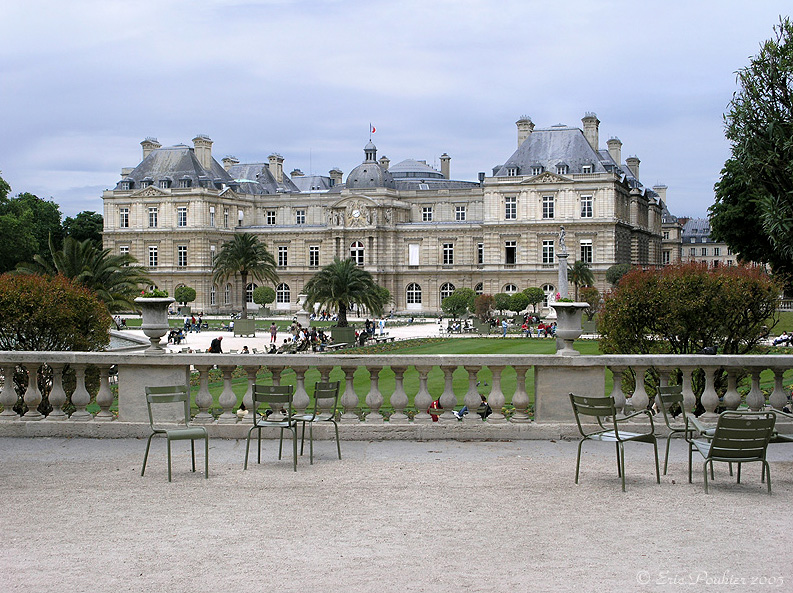
Palau de Luxemburg.

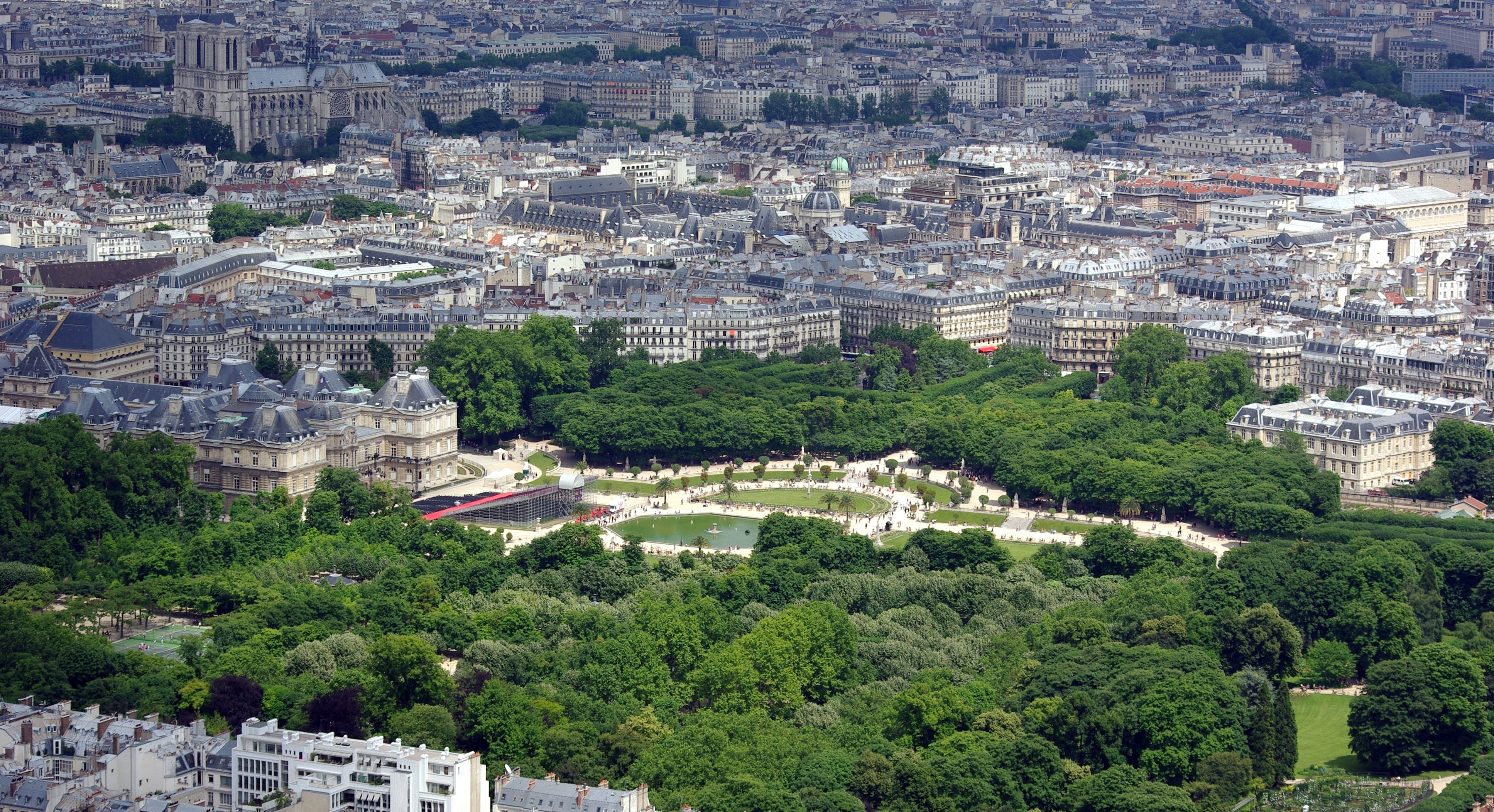
Palau i jardí del Luxemburg.

El Barri Llatí (en francès, Quartier latin) és un barri del centre de París que ocupa el 5è districte i part del 6è districte. Se situa al voltant de la Universitat de La Sorbona, al marge esquerre del Sena.
El barri deu el seu nom al fet que durant l'edat mitjana els estudiants parlaven el llatí com a llengua acadèmica, est era el distintiu del barri parisenc on la població era eminentment estudiantil. Des d'aquest llavors, els seus carrers formiguegen d'estudiants a causa de la presència de diverses universitats i Grandes Écoles (Grans Escoles). La Sorbona es troba en la part alta del barri, sobre l'anomenada Muntanya Santa Genoveva (Montagne Sainte-Geneviève).

## Lloc històric
Des de l'edat mitjana els estudiants residents al barri, van tenir gran influència en la vida de París i en conseqüència de França, destacant a més per la seva militància política els moviments estudiantils dels segles xix i xx. Va ser l'espai central dels esdeveniments del maig francès del 68.
És també un barri turístic que compta amb nombrosos cafès, bars i restaurants. Per la seva tradició estudiantil compta amb una extensa oferta cultural, concentrant la major part dels cinemes d'art i assaig, petites sales de música en viu, i llibreries. Aquí es troba el teatre de l'Odèon (théâtre de l'Odéon), un dels 6 teatres nacionals francesos.
Les obres de renovació realitzades per del baró Haussmann en la segona meitat del segle xix van traçar dos grans eixos en forma de creu que ho travessen de nord a sud i d'est a oest: el boulevard Saint-Michel i el boulevard Saint-Germain.

## Monuments d'interès
El barri compta amb una gran quantitat de llocs on van ocórrer esdeveniments històrics i es destaquen els seus monuments i les obres esculturals i arquitectòniques de gran interès.
- L'École Normale Supérieure
- El Pantéo
- La Sorbonne
- El Palau de Luxemburg
- El Jardí del Luxemburg
- El teatre de l'Odéon
- La biblioteca de Santa Genoveva
- L'Institut del Món Àrab
- El Museu Nacional de l'Edat Mitjana de París (museu Cluny)
- L'església de Saint Étienne du Mont i la de Saint Séverin